# Вигелзув (Здунськовольський повіт)
Вигелзув (пол. Wygiełzów) — село в Польщі, у гміні Заполиці Здунськовольського повіту Лодзинського воєводства.
Населення — 122 особи (2011).
У 1975-1998 роках село належало до Серадзького воєводства.

## Демографія
Демографічна структура станом на 31 березня 2011 року:
|          | Загалом | Допрацездатний вік | Працездатний вік | Постпрацездатний вік |
| -------- | ------- | ------------------ | ---------------- | -------------------- |
| Чоловіки | 58      | 10                 | 39               | 9                    |
| Жінки    | 64      | 12                 | 36               | 16                   |
| Разом    | 122     | 22                 | 75               | 25                   |